# Dmítriyev
Dmítriyev (ruso: Дми́триев) o Dmítriyev-Lgovski (Дми́триев-Льго́вский) es una ciudad rusa, capital del raión homónimo en la óblast de Kursk.
En 2021, la ciudad tenía una población de 6317 habitantes. En su territorio no hay pedanías.
Se ubica unos 30 km al suroeste de Zheleznogorsk, al sur de la carretera A142 que lleva a Hlújiv. Junto a la ciudad fluye el río Svapá. Junto con los asentamientos rurales de Krupets y Stari Górod, forma una conurbación de casi diez mil habitantes.

## Historia
Tiene su origen en el vecino pueblo hoy conocido como Stari Górod. Este pueblo era conocido como "Dmítrievskoye" (Дмитриевское) y era un pueblo fortificado, cuyas tierras pertenecían hasta 1764 a un monasterio de Rylsk. Recibía su topónimo por ubicarse en el entorno de la antigua ciudad medieval de Dmítriyev, destruida en la invasión mongola. En 1779, Catalina II decidió restaurar la antigua ciudad de Dmítriyev, fundándola como el centro administrativo de un uyezd, que quedaría incluido en la gobernación de Kursk.
Para evitar confusión con Dmitrovsk, en la gobernación de Oriol, en 1784 se cambió el topónimo a Dmítriyev para hacer referencia a su ubicación junto al río Svapá, pasando a llamarse desde entonces "Dmítriyev-na-Svapé" (Дмитриев-на-Свапе) o simplemente "Dmitrosvapsk" (Дмитросвапск). En 1929, la Unión Soviética le cambió el nombre a "Dmítriyev-Lgovski", ya que fue incluida en el ókrug de Lgov cuando se creó la óblast de Chernozem Central. Entre 1941 y 1943, los invasores alemanes incluyeron la ciudad en la República de Lókot, un territorio formalmente autogobernado pero bajo ocupación militar.